# Заозерье (Конаковский район)
Заозерье — деревня в Конаковском районе Тверской области. Входит в состав Козловского сельского поселения.

## География
Деревня находится в юго-восточной части Тверской области, на расстоянии приблизительно 54 км (по прямой) к юго-западу от города Конаково, административного центра района.

### Часовой пояс
Деревня Заозерье, как и вся Тверская область, находится в часовой зоне МСК (московское время). Смещение применяемого времени относительно UTC составляет +3:00.

## История
Деревня впервые упоминается в 1784 году. В XIX веке входила в состав Тверского уезда Тверской губернии. На карте 1853 года показана как поселение с 19 дворами. Ныне имеет дачный характер.

## Население
| 2008 | 2010 |
| ---- | ---- |
| 3    | ↘0   |

### Национальный состав
Согласно результатам переписи 2002 года, в национальной структуре населения русские составляли 100 % из 2 чел.